# Rogers (Virginia)
Rogers ist ein gemeindefreies Gebiet in Montgomery County im US-Bundesstaat Virginia, südlich des Verwaltungssitzes (County Seat) von Christiansburg. Es ist Teil der Blacksburg-Christiansburg-Radford Metropolitan Statistical Area, welche das gesamte Montgomery County und die Stadt Radford umfasst.